# Heterias pusilla
Heterias pusilla là một loài chân đều trong họ Janiridae. Loài này được Sayce miêu tả khoa học năm 1900.